# Travertin Volubilis
Pour les articles homonymes, voir Volubilis.
 (avril 2013).
Si vous disposez d'ouvrages ou d'articles de référence ou si vous connaissez des sites web de qualité traitant du thème abordé ici, merci de compléter l'article en donnant les références utiles à sa vérifiabilité et en les liant à la section « Notes et références ».
Le travertin Volubilis est une roche calcaire exploitée par la société Granimarbre. Découvert en 1984 par Ahmed Kahlaoui, ingénieur des mines, le travertin Volubilis est considéré parmi les roches les plus utilisées dans la construction au Maroc. De prix accessible et doté de caractéristiques géologiques intéressantes, ce travertin s'est fait une place importante dans le secteur du marbre. Au-delà des frontières marocaines, le travertin Volubilis a su conquérir des marchés qui y trouvent une roche très similaire au travertin romain qui a fait le succès de constructions historiques en Italie.
Le travertin Volubilis présente des caractéristiques propres qui lui permettent de subir les affres du temps sans perdre de sa splendeur. À l'opposé, certaines roches ne "vieillissent" pas dans les mêmes conditions et nuisent à l'aspect esthétique de l'ouvrage.
La carrière de travertin Volubilis se trouve à Sefrou au centre du Maroc (non loin de la ville de Fès) et est exploitée par la famille Kahlaoui qui a développé les moyens d'exploitation en y introduisant des moyens d'extraction modernes et productifs à base de fils diamantés.
Le travertin Volubilis peut être utilisé sous plusieurs formes de finition : brut, poli ou vieilli. Ces finitions renforcent son caractère noble et le mettent à l'abri des effets de modes ce qui lui confère un choix privilégié auprès des architectes de par le monde.
Le travertin Volubilis se trouve dans un bassin large où sont exploités aussi d'autres travertins mais qui n'ont pas le même aspect.
La couleur du travertin Volubilis est d'aspect beige clair présentant quelques veinages bruns sans être noirs.
Les trous caractéristiques du travertin sont de quantités modérés.
Le travertin Volubilis à la particularité d'être compact et dense, il ne présente pas d'incursion calcaires marneuses (tendres).
Les travertins riches en taches noires ou présentant des trous inconsidérés ne sont pas du travertin Volubilis.